# Fritillaria eastwoodiae
Fritillaria eastwoodiae är en liljeväxtart som beskrevs av R.M.Macfarl. Fritillaria eastwoodiae ingår i Klockliljesläktet och i familjen liljeväxter. Inga underarter finns listade.